# Пишне (Кропивницький район)
Пи́шне — село в Україні, у Гурівській сільській громаді Кропивницького району Кіровоградської області. Населення становить 265 осіб. До 2020 року орган місцевого самоврядування — Пишненська сільська рада.

## Населення
Згідно з переписом УРСР 1989 року чисельність наявного населення села становила 390 осіб, з яких 176 чоловіків та 214 жінок.
За переписом населення України 2001 року в селі мешкало 266 осіб.

### Мова
Розподіл населення за рідною мовою за даними перепису 2001 року:
| Мова       | Відсоток |
| ---------- | -------- |
| українська | 95,47 %  |
| російська  | 4,53 %   |